# Damion Hahn

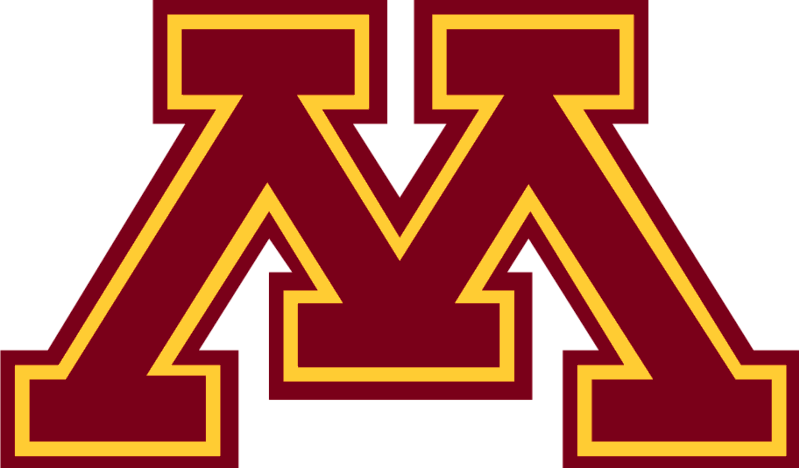
Zawodnik Minnesota Golden Gophers

Damion Hahn (ur. 12 kwietnia 1980) – amerykański zapaśnik w stylu wolnym. Srebrny medalista mistrzostw panamerykańskich z 2008 roku.
Zawodnik Lakewood High School z hrabstwa Ocean i University of Minnesota. Cztery razy All-American (2001–2004) w NCAA Division I, pierwszy w 2003 i 2004; piąty w 2001 i 2002 roku.